# Tanjungwangi (Pacet)
Tanjungwangi is een bestuurslaag in het regentschap Bandung van de provincie West-Java, Indonesië. Tanjungwangi telt 5257 inwoners (volkstelling 2010).